# Юліс Мадерніекс
Юліс Мадерніекс (латис. Jul Madernieks; 27 лютого 1870, Шваненбурзька волость Валкського повіту Ліфляндської губернії Російської імперії (нині Страдська волость, Гулбенського краю Латвії — 19 липня 1955, Рига, Латвія) — латвійський живописець, художник-проектувальник, графік. Засновник і популяризатор латвійського професійного прикладного мистецтва. Заслужений діяч мистецтв Латвії.

## Біографія
Юліс Мадерніекс народився 27 лютого 1870 року в Шваненбурзькій волості Валкського повіту Ліфляндської губернії Російської імперії (нині Страдська волость, Гулбенського краю Латвії) в сім'ї сільського орендаря.
Навчався в Ризькій школі німецького товариства ремісників, закінчив відділення декоративного живопису Центрального училища технічного малювання барона О. Л. Штігліца (1898).
Будучи стипендіатом, мав можливість відвідати Берлін, Дрезден і Париж, займався у Школі витончених мистецтв (École des Beaux-Arts) і Академії Колароссі (1899-1890). Деякий час жив і працював в Петербурзіі, був членом гуртка латиських художників «Рукіс».
З 1902 року в Ризі. Працював учителем композиції і малювання у школі прикладного мистецтва А. Біргеле, в Ризькій школі малювання товариства допомоги живописцям і в деяких інших приватних навчальних закладах, був керівником власної художньої майстерні (1904-1914).
Брав участь у мистецькому об'єднанні «Садарбс». Член Спілки художників Латвії (з 1944), удостоєний звання Почесного працівника культури французького Міністерства національної освіти (1926), кавалер латвійського ордена Трьох Зірок IV ступеня (1927), Заслужений діяч мистецтв Латвії (1945).
Помер 19 липня 1955 року в Ризі.

## Творчість
Брав участь у виставках з 1901 року. Працював переважно в області прикладного мистецтва. Вніс національний латиський орнамент у свої ескізи тканин, килимів, меблів. Займався декоративною скульптурою і книжковою графікою.
У ранніх роботах відчутний значний вплив стилю модерн, в подальшому змінився індивідуальним стилем із властивим йому орнаментальним геометризмом і фольклорними алюзіями.
Автор книг «Орнамент» (1913) і «Твори» (1930).